# Silnice I/49
Die Silnice I/49 (tschechisch für: „Straße I. Klasse 49“) ist eine tschechische Staatsstraße (Straße I. Klasse).

## Verlauf
Die Straße zweigt in Otrokovice (Otrokowitz) bei der Anschlussstelle (exit) 32 von der Dálnice 55 ab und führt in östlicher Richtung nach Zlín. Von hier aus verläuft sie weiter nach Vizovice (Wisowitz), wo die Silnice I/69 nach Nordosten abzweigt, und weiter nach Valašská Polanka. Hier trifft sie auf die Silnice I/57, von der sie rund 10 Kilometer weiter südlich in Horní Lideč (Ober Litsch) wieder trennt und über den Lissapass nach Púchov in der Slowakei abzweigt.
Die Gesamtlänge der Straße beträgt rund 44 Kilometer.

## Planung
Die Straße soll östlich von Zlín durch die projektierte Dálnice 49 ersetzt werden, die von Hulín kommend die ursprünglich hier geplante Fortsetzung der Dálnice 1 in die Slowakei ersetzen wird. Allerdings nur noch bis Vizovice, nachdem der weitere Verlauf der projektierten Autobahn nach aktueller Planung aus Kostengründen nur noch einbahnig im 2+1-System verwirklicht wird und deshalb dann nur als Staatsstraße klassifiziert werden soll. 